# Zabłocie (powiat radomski)
Zabłocie – wieś w Polsce, położona w województwie mazowieckim, w powiecie radomskim, w gminie Wolanów. Ma status sołectwa.
| SIMC    | Nazwa  | Rodzaj    |
| ------- | ------ | --------- |
| 0641868 | Blich  | część wsi |
| 0641874 | Choiny | część wsi |

W latach 1975–1998 miejscowość należała administracyjnie do województwa radomskiego.
Wierni Kościoła rzymskokatolickiego należą do parafii św. Doroty w Wolanowie.